# Chandrasekhar-Grenze

Chandrasekhar-Grenze

Die Chandrasekhar-Grenze ist die theoretische obere Grenze für die Masse eines Weißen Zwergs, die 1930 vom indisch-amerikanischen Astrophysiker und Nobelpreisträger Subrahmanyan Chandrasekhar hergeleitet wurde. Unabhängig von Chandrasekhar wurde dieselbe Obergrenze schon früher von Wilhelm Anderson (1929, Tartu) und Edmund Stoner (1930, Leeds) berechnet.
Nach dem Erlöschen seiner Kernfusionsprozesse fällt ein Stern wie die Sonne in sich zusammen und bildet einen Weißen Zwerg. Dies ist für alle Sterne möglich, deren Masse unterhalb der Chandrasekhar-Grenze liegt. Andernfalls reicht der Entartungsdruck im Stern nicht aus, um den Weißen Zwerg zu stabilisieren. Je nach Masse erfolgt stattdessen ein Kollaps zum Neutronenstern oder Schwarzen Loch.
Weiße Zwerge werden mit Hilfe des Konzepts eines idealen entarteten Elektronengases beschrieben. Die Herleitung der Chandrasekhar-Grenze beruht daher auf der statistischen Quantenmechanik, genauer auf der Fermi-Dirac-Statistik, weil es sich bei Elektronen um Fermionen handelt. Effekte der allgemeinen Relativitätstheorie werden dabei außer Acht gelassen, da diese erst bei noch kompakteren Sternen eine Rolle spielen. Für die Grenzmasse {\displaystyle M_{\mathrm {krit} }} ergibt sich:
{\displaystyle M_{\mathrm {krit} }=1{,}45727\left({\frac {2}{\eta }}\right)^{2}M_{\odot }}
Dabei ist {\displaystyle M_{\odot }} die Sonnenmasse, und {\displaystyle \eta =A/Z} gibt an, wie viele Nukleonen im Mittel auf ein Elektron kommen, wenn man annimmt, dass weiße Zwerge elektrisch neutral sind. Die Sternmaterie ist dabei aus Atomen mit {\displaystyle A} Nukleonen und {\displaystyle Z} Protonen aufgebaut.

## Beispiele
Für weiße Zwerge, die im Wesentlichen aus dem Kohlenstoff-Isotop {\displaystyle {}_{\ 6}^{12}\mathrm {C} } oder dem Sauerstoff-Isotop {\displaystyle {}_{\ 8}^{16}\mathrm {O} } bestehen, gilt:
{\displaystyle \eta =12/6=16/8=2}
Daraus ergibt sich direkt die erwähnte kritische Masse von 1,457 Sonnenmassen. Ein Beispiel für einen solchen Stern ist Sirius B.
Für weiße Zwerge mit einem Eisenkern aus {\displaystyle {}_{26}^{56}\mathrm {Fe} } gilt hingegen:
{\displaystyle \eta =56/26\approx 2{,}154}
Ihre Grenzmasse liegt demnach bei 1,256 Sonnenmassen. Die Chandrasekhar-Grenze ist daher nicht so zu verstehen, dass sie für jeden Stern gleich ist. Es hängt vielmehr von der Art der Sternmaterie ab, welche Obergrenze jeweils vorliegt.
Thermonukleare Supernovae Ia werden als eine Folge der Überschreitung der Chandrasekhar-Grenzmasse interpretiert. Diese Supernovae zeigen einen recht einheitlichen Verlauf der Lichtkurve und in ihrer absoluten Helligkeit. Eine Untergruppe der Supernovae vom Typ Ia, die der Super-Chandrasekhar-Ia-Supernovae, hat eine deutlich höhere Leuchtkraft, die auf einen kollabierten Weißen Zwerg mit einer Masse von bis zu 2,5 Sonnenmassen schließen lässt. Es ist versucht worden, Weiße Zwerge mit hohen Magnetfelddichten zu modellieren, wodurch die entartete Materie gegen einen Kollaps stabilisiert wird. Allerdings sollten Lorentzkräfte eine starke Erhöhung der Chandrasekharschen Grenzmasse verhindern.

### Neutronensterne und Quarksterne
Für Neutronensterne gibt es eine äquivalente Grenze, die Tolman-Oppenheimer-Volkoff-Grenze. Ebenso wird für die hypothetischen Quarksterne eine entsprechende Grenze angenommen, doch sind die Zustandsgleichungen dieser exotischen Arten der entarteten Materie bislang nicht genau bekannt.